# Nationalpark Nam Nao
Der Nationalpark Nam Nao (Thai: อุทยานแห่งชาติน้ำหนาว) ist ein Nationalpark in der Provinz Phetchabun in Nordthailand.

## Geschichte
Der Nationalpark Mae Ping wurde am 4. Mai 1972 zum 5. Nationalpark Thailands erklärt.

## Geografie
Der Park hat eine Fläche von 966 km² (603.750 Rai) und liegt an einem Schnittpunkt zu den Provinzen Chaiyaphum, Phetchabun und Loei. Mit einer Jahresdurchschnittstemperatur von 25 °C am Tag ist das Klima äußerst angenehm.
Der höchste Berg mit 1271 Metern im Park ist der Phu Phajit.
Folgende Flüsse entspringen im Park:
- Mae Nam Pa Sak (ม่น้ำป่าสัก)
- Mae Nam Phong (แม่น้ำพอง)
- Mae Nam Loei (แม่น้ำเลย)

Mae Nam Phong und Mae Nam Loei sind Nebenflüsse des Mekong, der Pa Sak mündet bei Ayutthaya in den Mae Nam Chao Phraya.

## Flora und Fauna

### Flora
Die Flora im hügelig bis bergigen Wald ist vielfältig. Einer der bekanntesten Orte ist der Phu Kum Khao Kiefernwald, er besteht aus Khasi Kiefern (Pinus kesiya), ein weiterer bekannter Kiefernwald ist der Suan Son Dong Peak er besteht sowohl aus (Pinus merkusii) oder Sumatra Kiefern und Khasi Kiefern, daneben findet man auch Dipterocarpus-Wälder, Monsunwald. Wenn der Wind durch den Bergwald fegt, hört man das Knacken eines Bambus. Außerdem findet man im Park jede Menge Orchideen sowie Pflanzenarten mit medizinischen Wirkstoffen.

### Fauna
Im Park leben unter anderem Leopard, Kragenbär und Malaienbär. Auch wilde Exemplare des Asiatischen Elefanten werden gelegentlich gesehen. 1971, so sagt man, wurde das letzte Mal ein Sumatra-Nashorn gesehen.
Der Ort ist für seine vielfältige Avifauna bekannt. Es wurden hier mindestens über 200 Vogelarten und 340 Schmetterlingsarten gesichtet. Z. B. Spechte (unter anderem Grauscheitelspecht (Dendrocopos canicapillus)), Rotschenkelzwergfalke (Microhierax caerulescens) und Silberfasan sind nur einige der vorhandenen Arten.

## Sehenswürdigkeiten
- Pha-Hong-Höhle
- Yai-Nam-Nao-Höhle
- Heo-Sai-Wasserfall (20 m)
- Sai-Thong-Wasserfall
- Phu-Pha-Chit-Wasserfall